# Prostitución en el Perú

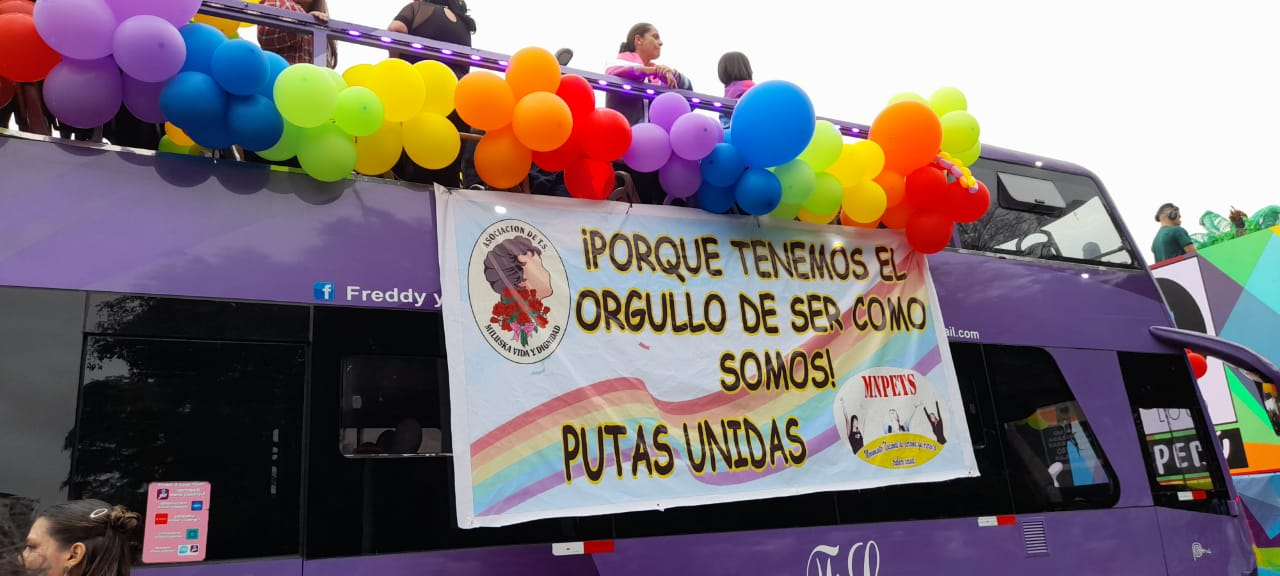
Marcha del orgullo LGTB de Lima 2023.Pancarta de Putas unidas.

La prostitución en el Perú es permitida con licencia y siempre que se ejerza entre adultos dentro del ámbito privado, aunque aún no está definida su legalidad. UNAIDS estima que en el año 2016 existían alrededor de 67,000 prostitutas en el país.Esta actividad se distingue de delitos como la trata de personas, el proxenetismo y el rufianismo, que sí se encuentran especificados en el Código Penal peruano.

## Historia
Los intentos por regular la prostitución en el Perú se remontan a 1910 debido a la preocupación por la salud pública y la proliferación de enfermedades venéreas. En 1911 se creó el Departamento de Licencias Especiales, organismo que regulaba los establecimientos dedicados al meretricio. Además, se encargó del empadronamiento e identificación de las meretrices de profesión, y de la realización de exámenes médicos periódicos a las mujeres que ejercían esta actividad.

### Ley 4891 - Ley de Vagancia
Esta ley fue promulgada el 18 de enero de 1924 por el presidente Augusto B. Leguía. En el artículo 3, inciso 7, define como vagas a las mujeres dedicadas a la prostitución que no se encontraran empadronadas o que no cumplieran con los reglamentos policiales, de sanidad y del decoro público. De acuerdo a esta ley, estas mujeres podían ser sancionadas con hasta 60 días de encarcelamiento. El Decreto Ley 11004 del 8 de abril de 1949 reglamentó el procedimiento y las sanciones la Ley de Vagancia. Las sanciones estaban relacionadas con el trabajo forzado de quienes fuesen identificados como vagos. Ambos dispositivos legislativos fueron derogados por la Ley N° 24506 en mayo de 1986.

## Perfiles de la prostitución

### Prostitución adulta
Dentro del marco legal peruano, la prostitución entre adultos está permitida para mujeres y hombres mayores de 18 años si se registran con las autoridades municipales competentes y llevan un certificado de salud. Los burdeles deben tener licencia. Sin embargo, la gran mayoría de las prostitutas trabajan sin registrarse y carecen de seguro médico. Los agentes de policía toleran por lo general la existencia de burdeles sin licencia. El acto sexual con un fin comercial es permitido dentro del espacio privado, como parte de la vida íntima de las personas adultas, no así el sexo en espacios públicos, donde ya sea el acto con un intercambio pecuniario o no, se han podido establecer sanciones por atentar a la moral y las buenas costumbres, especialmente mediante ordenanzas municipales.

### Prostitución LGBT
Es en las grandes aglomeraciones urbanas peruanas donde se da con más frecuencia la prostitución LGBT. Para el caso de la prostitución masculina homosexual, en Lima, capital y ciudad más poblada del país, son populares algunos sitios del Cercado, como la plaza San Martín y algunos jirones, donde hombres ejercen libremente la prostitución por las noches, realizando un trato directo con sus clientes. Asimismo, se ha reportado la clausura por parte de las autoridades de burdeles clandestinos, salas de cines y cabinas de internet dedicados a la prostitución masculina, menos tolerados socialmente que los burdeles para heterosexuales. Otra situación es la de la prostitución callejera de travestis y transexuales en el país, quienes se exponen a diferentes situaciones de violencia transfóbica, discriminación por su identidad de género y marginalización, viéndose involucrados en situaciones de delincuencia, narcotráfico y proxenetismo.

## Redes criminales

### Prostitución infantil
La prostitución infantil es ilegal. Las penas para proxenetas y clientes de prostitutas menores de edad van de cuatro a ocho años en prisión. No obstante, la prostitución infantil es común en el país, y especialmente en las comunidades mineras aisladas de la Amazonía peruana. En el departamento amazónico de Madre de Dios, la explotación ilegal de oro ha incrementado dramáticamente el reclutamiento y la coerción de adolescentes a la prostitución a través de ofertas de empleo falsas.
Si bien la pobreza es una causa importante de la prostitución infantil, parte del problema también es una actitud social que considera normal el sexo, incluido el sexo remunerado, entre hombres adultos y niñas adolescentes. Luis González-Polar Zuzunada, presidente de La Restinga (una organización sin fines de lucro con sede en Iquitos que trabaja con niños en riesgo) dijo sobre la prostitución de adolescentes: «No se considera un delito [...] Aquí, cualquiera es un cliente potencial».
El gobierno peruano reconoce que el turismo sexual con niños es un problema, particularmente en Iquitos, Madre de Dios y Cuzco.

### Tráfico sexual
Perú es una fuente, punto de tránsito y destino del tráfico sexual. La mayoría de la trata de personas se produce dentro del país.
Muchas víctimas de la trata son mujeres y niñas de las regiones rurales empobrecidas de la Amazonía, obligadas a ejercer la prostitución en clubes nocturnos, bares y burdeles urbanos, a menudo a través de ofertas de empleo falsas o promesas de educación.
La trata doméstica se da particularmente en los distritos ubicados en los Andes o en la selva amazónica, donde se traslada a niñas menores de edad a ciudades o áreas mineras para trabajar como prostitutas. La captación de víctimas se produce por medio de amigos o conocidos, anuncios en periódicos y en Internet o carteles callejeros que ofrecen empleo; a veces, las agencias de empleo locales engañan a las mujeres jóvenes de las áreas rurales con ofertas de «trabajos de restaurante» relativamente bien pagados en Lima, Cuzco, las principales ciudades costeras y en el extranjero.
Entre las principales víctimas y grupos de alto riesgo de la trata figuran los niños y mujeres jóvenes de áreas rurales o urbanas pobres que viven en la pobreza, los discapacitados, las víctimas de abuso doméstico, los analfabetos y las personas sin certificado de nacimiento u otros documentos de identificación.
Perú también es un país de destino para algunas mujeres ecuatorianas, venezolanas y bolivianas introducidas en el país con fines de explotación sexual comercial, donde también se les llama coloquialmente como "kinesiólogas".
La oficina del Departamento de Estado de los Estados Unidos responsable de vigilar y combatir el tráfico de personas clasifica a Perú como un país de «nivel 2», que «no cumple con los requisitos mínimos para la eliminación del tráfico; pero está realizando esfuerzos significativos».

### Mafias de cobro de cupos
Existen bandas organizadas criminales que operan como mafias de proxenetas para la prostitución en las calles. Ellos cobran sumas de dinero a los trabajadores sexuales a cambio de un "cupo", el cual le permite ejercer libremente la actividad sexual remunerada en una calle o esquina determinada. En caso de negarse a dicho pago, los criminales amenazan con extorsiones, agresiones verbales y físicas e incluso amenazas de muerte.
En junio de 2022, un grupo de trabajadoras sexuales se manifestaron frente a la sede central de la Fiscalía del Perú ubicada en el centro de Lima, para exigir el fin de las mafias extorsionadoras que cobran cupos, entre otros petitorios relacionados con seguridad.